# Стохастическая финансовая математика
Стохасти́ческая фина́нсовая матема́тика — раздел прикладной математики, посвящённый исследованию финансовых рынков с использованием аппарата стохастического исчисления. Основная прикладная задача стохастической финансовой математики — определение справедливой стоимости финансовых инструментов.

## История и развитие
Финансовые расчёты и применение финансовых деривативов имеет долгую историю. Первый широко освещённый случай применения деривативов — это спор Фалеса Милетского со скептиками, утверждавшими, что философия бесполезна в бытовых делах. С финансовой точки зрения, философ приобрёл колл-опцион на фьючерс на урожай маслин, то есть воспользовался производным финансовым инструментом второго порядка.
В то же время, определение справедливой стоимости такой сделки было невозможным вплоть до XX века.
Ряд наработок был сделан и раньшe, но первая полноценная формула для стоимости опционов была получена ещё в 1900 году математиком Луи Башелье. Она была построена на модели нормального блуждания цен базисного актива.
Исторической вехой стало появление формулы Блэка — Шоулза для оценки стоимости опционов на бездивидендные акции в 1973 году. Основным её преимуществом перед моделью Башелье стало применение логнормальной модели изменения стоимости базисного актива.
Далее, в 1974 году, Роберт Мёртон предложил подход к моделированию стоимости корпорации, основанный на идее о том, что акция является опционом колл на активы компании со сроком действия, равным дюрации задолженности компании. Тем самым были заложены основы структурного подхода к оценке кредитного риска.
В 1977 году Олдрич Васичек предложил свою знаменитую модель, описывающую поведение процентной ставки как стохастического процесса. В течение следующих 15 лет данный подход был основным, дальнейшие разработки лишь уточняли вид этого процесса или увеличивали количество параметров в модели.
В 1979 году Коксом, Россом и Рубинштейном была формализована биномиальная модель оценки стоимости опционов. Данная модель имеет ряд неоспоримых преимуществ:
- Исключительная простота как в части описания, так и в части вычислений;
- Возможность оценки достаточно сложных финансовых инструментов для которых формула Блэка — Шоулза не применима (как обычных, так и экзотических опционов, и, том числе американских опционов);
- Релевантность более сложным моделям, поскольку при уменьшении шага по времени биномиальная модель сходится к моделям с непрерывным временем.

В 1986 году Хо и Ли предложили калибрацию и подгонку моделей процентных ставок к рыночным кривым доходности, что позволило расширить область практического применения моделирования процентных ставок.